# Heliconius shanki
Heliconius shanki är en fjärilsart som beskrevs av Lamas och Brown 1976. Heliconius shanki ingår i släktet Heliconius och familjen praktfjärilar. Inga underarter finns listade i Catalogue of Life.